# Свободный рынок
Свобо́дный ры́нок — это рынок, свободный от любого постороннего вмешательства (включая государственное экономическое вмешательство и регулирование экономики).
При этом, функция государства на свободном рынке сводится к защите прав собственности и поддержанию контрактных обязательств. Также свободный рынок определяют как рынок, цены на котором устанавливаются свободно без постороннего вмешательства и прочих внешних факторов, исключительно на основании спроса и предложения. Декларируемой основой свободного рынка является право любого производителя создавать любой товар или услугу и предлагать её потребителям и право потребителя приобретать любой предлагаемый товар или услугу у любого производителя. Цена при этом определяется в результате договорённости между продавцом и покупателем.

## История появления и развития понятия
Впервые детальную разработку свободного рынка вывел испанский и перуанский юрист и экономист Хуан де Матьенсо во второй трети XVI века. Его теория субъективной стоимости приводит к различению элементов спроса и предложения внутри рынка. Матьенсо использует термин «конкуренция», чтобы описать соперничество внутри свободного рынка. В свою очередь дающее определение понятию публичных торгов и соперничества покупателей и продавцов.
Но есть также и другие факторы (описанные в его трактате «Commentaria Ioannis Matienzo Regii senatoris in cancellaria Argentina Regni Peru in librum quintum recollectionis legum Hispaniae. — Mantuae Carpentanae : Excudebat Franciscus Sanctius, 1580», изданном посмертно), кроме спроса и предложения, влияющие на определение справедливой цены, и описывающие столь вариативную морфологию рынка, а именно:
- изобилие или нехватка товаров
- изобилие покупателей и продавцов
- необходимость в каком-нибудь товаре
- работа и издержки производства
- преобразование сырья
- расходы на транспорт и на его износ
- изобилие или нехватка денег
- географические и погодные факторы
- субъективное мнение участников рынка
- наличие или отсутствие монопольных структур
- ожидание будущего состояния всех вышеперечисленных факторов

Исследователь Оресте Попеску замечает по поводу всего этого списка, извлеченного из трудов Матьенсо, что «Европа даже не была готова плодотворно использовать подобное сокровище знаний» в XVI веке.
Представитель той же Саламанкской экономической школы, что и Матьенсо, Хуан де Луго в 1643 году в своём произведении De justitia et jure доработал теорию Матьенсо. Так, элементом любой рациональной оценки товара, как он предположил, была его полезность. Но, он отметил, это было установлено в соответствии с коллективной субъективной оценкой людей, как благоразумной, так и неблагоразумной. Субъективная общая оценка товара, доказывал де Луго, таким образом отличалась от её объективной пользовательской стоимости. Это усложнялось такими факторами впоследствии, как относительный дефицит рассматриваемого товара и величина спроса. Эти наблюдения заставили де Луго прийти к заключению, что справедливой ценой была рыночная цена. Никогда не рассматривая себя как экономиста, кардинал де Луго создал работы, являвшие собой кульминацию вклада Саламанской школы в теорию свободного рынка. Его исследования служат примером, как серьёзное теологическое исследование человеческого выбора и действия помогло открыть экономические законы.

## Принципы обмена

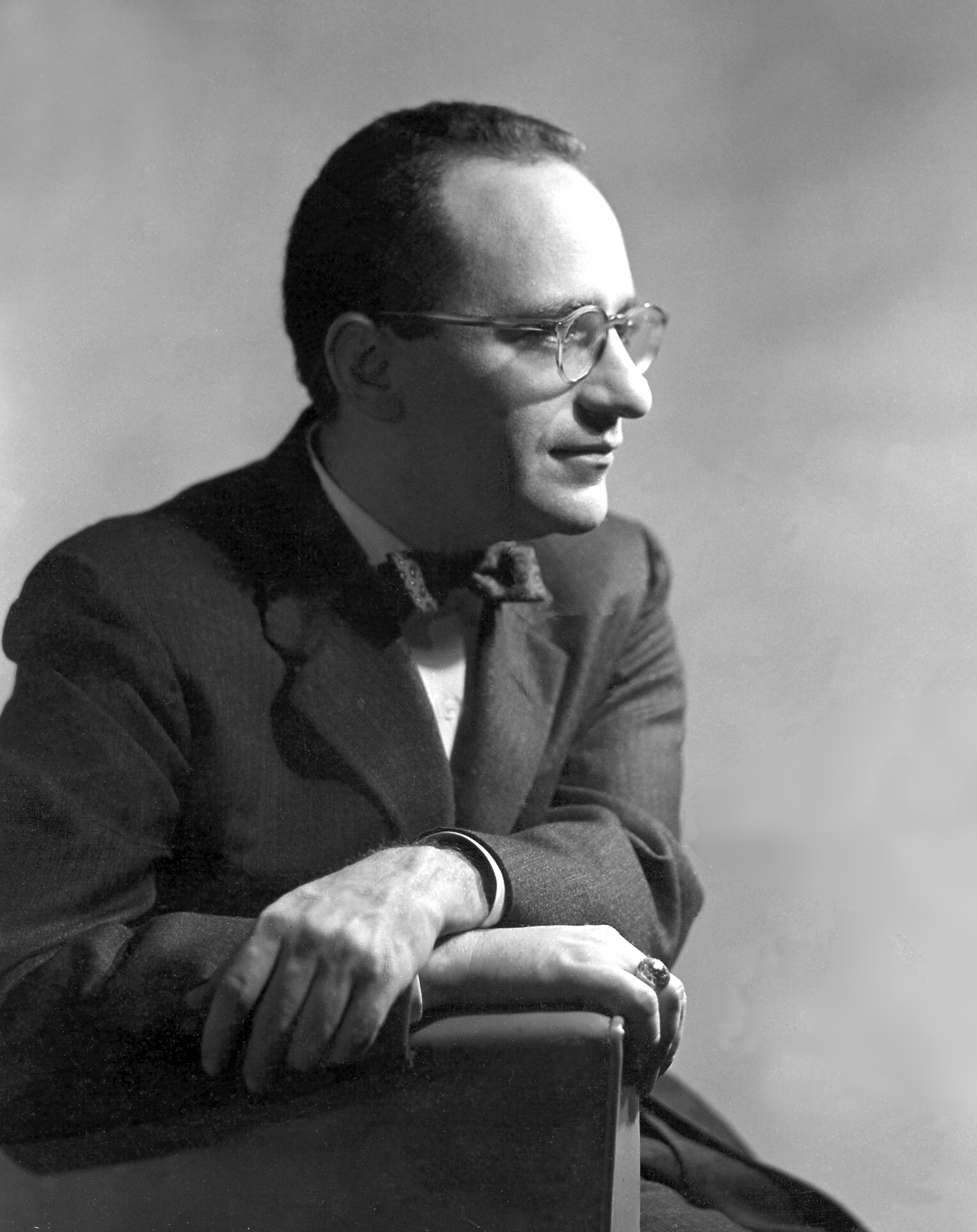
Мюррей Ротбард

Согласно представителю Австрийской экономической школы Мюррею Ротбарду существует лишь два противоположных способа взаимодействия между людьми: либо добровольный рыночный обмен, либо принуждение.
На свободном рынке права собственности добровольно обмениваются по цене, установленной исключительно по взаимному согласию продавцов и покупателей. Участники рынка получают собственность без использования физической силы, угроз, мошенничества и без принуждения посредством третьей стороны (например, с помощью правительства через трансфертные платежи). Также, на свободном рынке принуждение не используется для недобросовестной конкуренции (так называемая свободная конкуренция). Цена товара на таком рынке определяется стихийно в соответствии с законом спроса и предложения.
Свободный рынок противопоставляется регулируемому рынку, на котором правительство прямо или косвенно регулирует цены или поставки, что, в соответствии с теорией свободного рынка, является причиной того, что эти рынки являются менее эффективными.
На свободном рынке цена является информационным сигналом, позволяющим сделать выводы относительно того, куда следует направить ресурсы, чтобы они использовались с максимальной эффективностью. Вмешательство в функционирование свободного рынка ведёт к искажению ценовых сигналов и снижению эффективности использования ресурсов.
Модель свободного рынка не следует путать с моделью идеального рынка, где субъекты обладают всей полнотой информации и существует совершенная конкуренция. Для свободного рынка эти условия не являются обязательными.

## Свободный рынок и политика
Идея свободного рынка тесно связана с экономической политикой невмешательства, согласно которой государственное экономическое вмешательство должно быть минимальным. Роль правительства сводится к защите прав, а также созданию и поддержанию налоговой системы, которая обеспечивает существование государства. Некоторые приверженцы свободного рынка также возражают против налогообложения. В частности, анархо-капиталисты предлагают заменить налогообложение арбитражными и частными охранными агентствами.
Одни экономисты рассматривают свободный рынок как средство для достижения социальных целей, другие полагают свободный рынок принципиальной нормой и заявляют, что вмешательство в функционирование свободного рынка, является вредным для общества, даже если это вмешательство, как верится, несёт некие кратковременные социальные выгоды. Рональд Коуз писал, что эти альтернативы являются гораздо более худшими вариантами по сравнению с системой свободного рынка.
В терминах политэкономии крайней противоположностью экономике свободного рынка является плановая или командная экономика, где решения относительно производства, распределения и назначения цен являются прерогативой государства. Смешанная экономика является промежуточным вариантом между плановой экономикой и свободным рынком.
В социальной философии экономика свободного рынка является системой для распределения товаров внутри общества: именно покупательная способность, служащая связующим звеном между спросом и предложением, а не государство или чьё-то субъективное мнение определяет, что именно будет производиться и кто что будет потреблять. Первые сторонники экономики свободного рынка в XVIII веке в Европе противопоставляли её средневековой экономике и меркантилизму.

## Спрос и предложение
В ситуации, когда спрос на товар соответствует предложению, возникает сделка. Это может происходить автоматически, что характерно, например, для фондовой биржи. Но в действительности, большинство магазинов и рынков не похожи на фондовую биржу, и там наблюдаются значительные транзакционные издержки.
Когда спрос превышает предложение, поставщики могут поднять свои цены. Потребители, которые могут позволить себе более высокие цены, будут и дальше поддерживать спрос на данном уровне, но другие будут воздерживаться от покупки, либо требовать лучшую цену. Также они могут покупать товар-субститут, или искать такую же продукцию в другом месте. Как только цены поднимаются, поставщики имеют возможность для увеличения производства. Также снижается барьер для входа на рынок для новых производителей за счёт увеличения потенциальной рентабельности.
В обратной ситуации, когда предложение выше спроса, некоторые поставщики начинают понижать цену чтобы иметь преимущество при продаже. В этой ситуации снижается рентабельность и стимулы к производству данного товара.

## «Невидимая рука рынка»

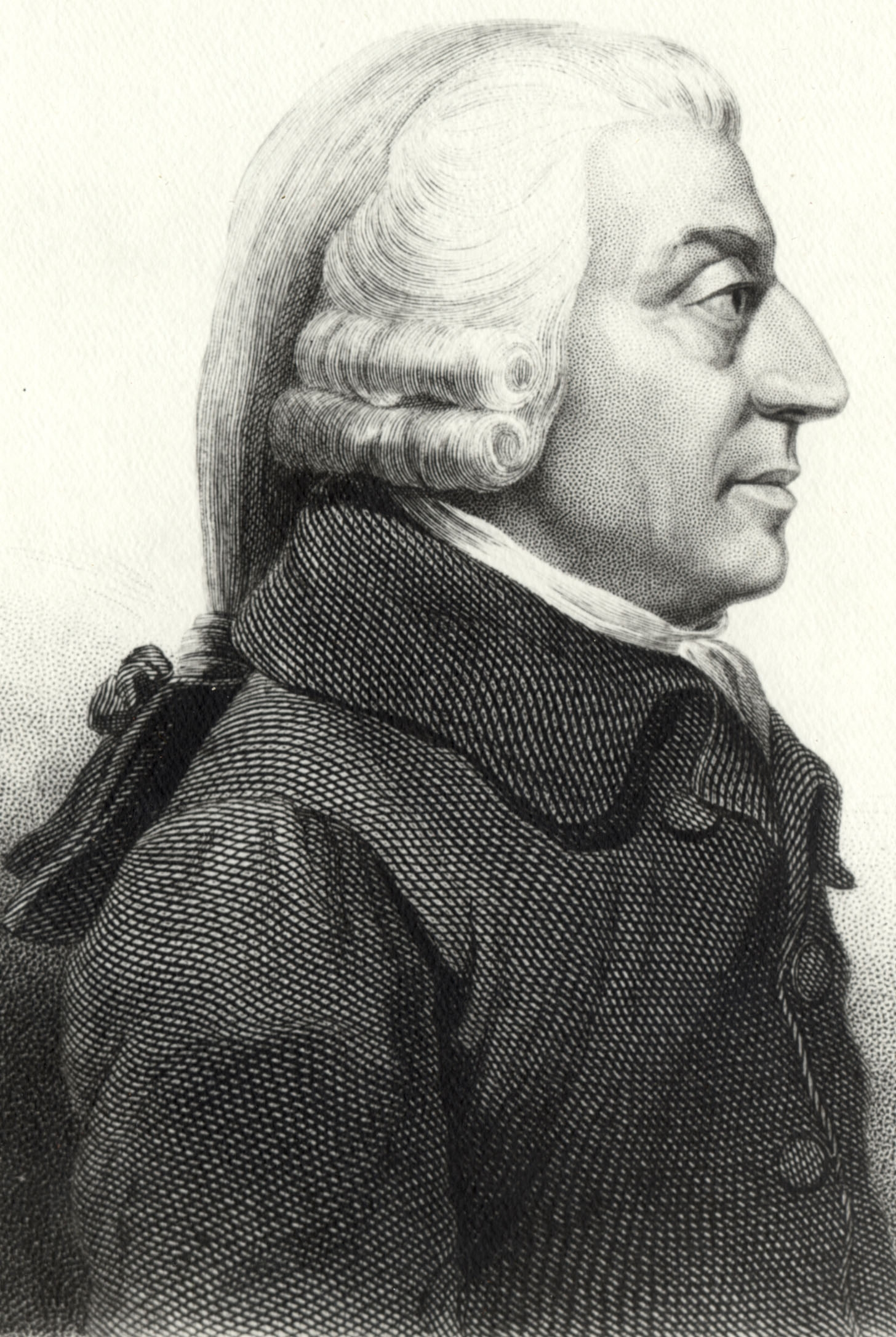
Адам Смит

Впервые концепцию «невидимой руки рынка», предложил шотландский философ XVII века Адам Смит в работе «Исследование о природе и причинах богатства народов». Смит описал действие «невидимой руки» следующим образом:
«[Тот, кто] намеревается преследовать только свою собственную выгоду, ведется невидимой рукой к достижению цели, которая не была частью его первоначального намерения. Не всегда самое дурное и худшее для общества представлено структурами, находящимися вне этого общества. Преследуя свой собственный интерес или выгоду [индивидуальное лицо] способствует выгоде общества гораздо более эффективно, чем, если бы оно действительно намеревалось ей содействовать.».
(Wealth of Nations)
Смит указал, что никто ещё не получал свой собственный обед посредством обращения к братской любви мясника, фермера или пекаря. Скорее, каждый обращается к своей собственной выгоде и получает её за свой труд. Смит писал:

Не из-за доброжелательности и щедрости мясника, пивовара или пекаря, мы предвкушаем наш обед, но только благодаря их собственной эгоистической выгоде. Мы обращаемся не к их гуманизму, а к их эгоистичной любви к самим себе, и никогда не говорим им о наших необходимостях, а только об их выгоде.

## Спонтанный порядок

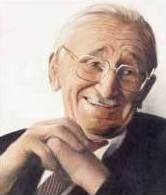
Фридрих Август фон Хайек

Теорию классического либерализма А. Смита в середине XX века развили представители австрийской экономической школы. Так Ф. А. фон Хайек указывает, что свободный рынок обеспечивает т. н. «спонтанный порядок», при котором естественным образом и без участия регулирующих органов достигается «более эффективное размещение общественных ресурсов, чем это можно было бы достигнуть с помощью какого-либо иного решения.» В соответствии с этой точкой зрения, в рыночных экономиках формируются усложненные бизнес-сети, которые производят и распределяют товары и услуги через всю экономику. Эта сеть возникает как результат децентрализованных индивидуальных экономических решений.
Сторонники этой точки зрения полагают, что спонтанный порядок является высшим по отношению к любому другому порядку, который не позволяет индивидуальным лицам осуществлять их собственный выбор того, что им производить, что покупать, что продавать, и по каким ценам, вследствие множества и сложности включенных в этот процесс факторов. Также они верят, что любая попытка применить централизованное планирование будет иметь результатом больший хаос и беспорядок и менее эффективное производство и распределение товаров и услуг.

## Экономическое равновесие
Закон спроса и предложения господствует в идеальном свободном рынке. Он оказывает влияние на цены, удерживая баланс, который уравновешивает спрос на продукты. По этим равновесным ценам рынок распределяет продукты покупателям в соответствии с их предпочтениями (или полезностью) для каждого продукта, и в пределах взаимосвязанных ограничений покупательной способности для каждого отдельно взятого покупателя.
Это уравновешивающее поведение свободных рынков делает определённое принятие на себя обязательств относительно их агентов, например то, что они действуют независимо. Некоторые модели в эконофизике показали, что когда агентам позволено взаимодействовать локально на свободном рынке (то есть их решения зависят не только от утилитарности и покупательной способности, но также от решений круга своих людей), то цены становятся нестабильными и отклоняются от состояния равновесия, довольно часто, и в весьма резкой манере. Поведение такого свободного рынка, таким образом, будет носить нелинейный характер (пара агентов ведущие переговоры друг с другом согласятся на цену, отличную от цены, нежели чем 100 идентичных пар агентов, совершающих такую же идентичную сделку). Спекулятивные пузыри и тип стадного поведения, часто наблюдаемые на фондовых биржах, цитируются как примеры из реальной жизни для ценовых тенденций, носящих нелинейный характер. Защитники свободного рынка, особенно последователи Австрийской школы, часто отвергают эту эндогенную теорию, и видят в этом внешние влияния, такие как погода, цены на предметы повседневного потребления, новейшие технологические разработки, и вмешательство правительства, что, по их мнению, приводит к несбалансированным ценам. Рыночное равновесие определяется совокупностью продавцов и покупателей и, обычно, не является результатом уникальной ценовой политики.

## Распределение богатства

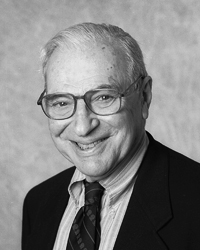
Кеннет Эрроу

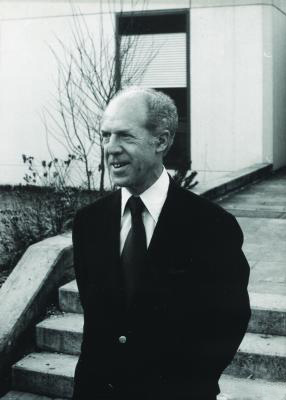
Жерар Дебрё

На теоретическом уровне, поборники свободного рынка не заботятся о распределении богатства, однако, в практической политической плоскости этот вопрос очень важен. Распределение покупательной способности в экономике зависит, в большой степени, от природы правительственного вмешательства, социальных классов, рынка труда и финансового рынка, а также от других, менее значимых факторов, таких как семейные отношения, институт наследования, дарения и тому подобное. Многие теории, описывающие работу свободного рынка, фокусируются, главным образом, на рынках потребительских продуктов, и их описание рынка труда или финансовых рынков имеет тенденцию к усложнению и появлению противоречий. При свободном рынке покупка продукта эквивалентна голосованию за производителя, где покупатель выступает за продолжение производства этого продукта.

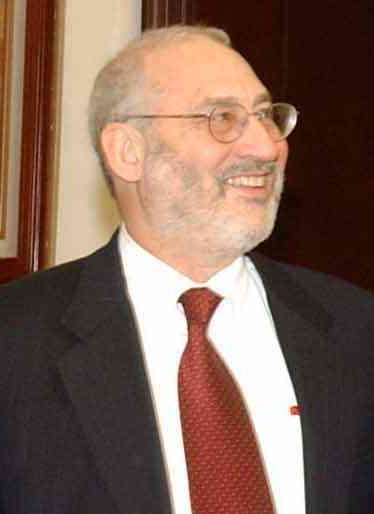
Джозеф Стиглиц

Влияние экономической свободы на богатство общества и отдельно взятого индивидуума остается предметом дискуссии. Кеннет Эрроу и Жерар Дебрё показали, что при определённых идеализированных условиях система свободной торговли ведет к эффективности по Парето, а традиционная парадигма модели Эрроу — Дебрё внутри экономики сейчас замещается новой парадигмой Гринвальда-Стиглица. Многие защитники свободных рынков, и наиболее заметный из них Милтон Фридман, также настаивали, что имеется прямая зависимость между экономическим ростом и экономической свободой, хотя это утверждение гораздо труднее доказать эмпирически. И непрерывные дебаты среди учёных по методологическим аспектам эмпирических исследований связи между экономической свободой и экономическим ростом явно на это указывают: «было предпринято несколько попыток изучить отношения между экономическим ростом и экономической свободой. Они были полезными, но при этом использовали неполные или субъективные переменные». Джошуа Эпштейн и Роберт Акстл попытались предсказать свойства свободных рынков эмпирически в многофакторном компьютерном моделировании под названием «Сахарная Палочка». Они снова пришли к заключению, что при идеальных условиях, свободные рынки ведут к распределению богатства по Парето.
С другой стороны, недавние исследования, одно из которых проводил Джозеф Стиглиц, входят в противоречие с выводами Фридмана. В соответствии с Бёттке:

Если вводится неполная или несовершенная информация, то защитники рыночной системы Чикагской школы не могут удержать описательные формулы эффективности по Парето для реального мира. Таким образом, использование Стиглицем предположений о балансе, основанных на рациональных ожиданиях, с тем чтобы достигнуть более реалистического понимания капитализма, чем обычно оно имеет место среди теоретиков рациональных ожиданий, приводит к парадоксальному выводу, что капитализм отклоняется от модели до известной степени, которая оправдывает акт государственного вмешательства — социализм — как средство правовой защиты.

## Экономика невмешательства
Обязательные компоненты функционирования идеализированного свободного рынка включают в себя полное отсутствие давления искусственных цен, производных от налогов, субсидий, тарифов, или постановлений правительств и отсутствие монополий, находящихся под защитой государства (обычно классифицируемых защитниками свободного рынка как принудительные монополии), таких как Почтовое ведомство Соединённых Штатов, Amtrak, патентные службы и так далее.

### Дерегулирование
В идеальной экономике свободного рынка, все капиталы, товары, услуги и денежные потоки не регулируются правительством, за исключением случаев тайных соглашений или мошенничества, которые могут иметь место среди участников рынка. Так как эта защита должна подкрепляться материальными фондами, то необходимо наличие правительственных налогов, необходимых для совершения этой важной функции. Свободные рынки защищаются сторонниками экономического либерализма. Начиная с 70-х годов XX века, ускорение развития глобальной экономики свободного рынка, дерегулирование и приватизация, часто описываются как неолибертарианизм. Термин «экономика свободного рынка» иногда используется для описания некоторых существующих сегодня экономик (таких как экономика Гонконга), но сторонники свободного рынка приняли бы это описание, только если правительство практиковало бы политику невмешательства, в большей степени, нежели чем государственное вмешательство в экономику. Экономика, которая содержит значительный элемент экономического вмешательства со стороны правительства, в то же самое время, сохраняя некоторые характеристики, находимые в экономике свободного рынка, часто называется смешанной экономикой.

### Низкие барьеры для входа
Свободный рынок не требует существования конкуренции, однако, он требует, чтобы для новых участников рынка отсутствовали различного рода барьеры. Из этого делается вывод, что отсутствие принудительных барьеров в условиях свободного рынка приводит к процветанию конкуренции. Часто предполагается наличие стимулов к получению прибыли, хотя ни наличие данных стимулов, ни сама прибыль не являются обязательными для свободного рынка. Подразумевается, что все современные свободные рынки включают в себя предпринимателей, как индивидуальных, так и объединённых на корпоративной или кооперативной основе. Современная экономика свободного рынка включает в свой состав такие сектора экономики как фондовая биржа и сектор финансовых услуг, но они не являются определяющими.

## Законное платежное средство и налоги
В полностью свободной рыночной экономике деньги не должны монополизироваться посредством законов о законных платежных средствах, или посредством центрального органа власти, ответственного за выпуск денег, который принуждает общество использовать свои собственные деньги как единственный способ обмена в торговых сделках, для того, чтобы получать налоги от трансакций, или иметь возможность осуществлять займы. Минархисты (защитники минимального вмешательства правительства) утверждают, что, так называемое «принуждение» к выплате налогов является жизненно важным для выживания этих рынков, и что рынок, свободный от налогов, может вести к отсутствию рынка вообще. По определению, нет рынка без частной собственности, а частная собственность может существовать только пока имеется организация, которая определяет и защищает её. Традиционно, государство защищает частную собственность и определяет её посредством издания титулов на право собственности, и также назначает центральный орган власти, для того, чтобы печатать или чеканить деньги. Анархо-капиталисты не соглашаются с вышеупомянутой оценкой — они утверждают, что институт частной собственности и свободные рынки могут быть защищены посредством добровольно финансируемых институтов, в соответствии с концепциями индивидуалистического анархизма и анархо-капитализма. Свободный рынок может определяться альтернативно как рынок, свободный от налогов, независимый от любой центральной власти, который использует в качестве способа обмена деньги, даже в отсутствие государства.

## Этическое оправдание
Этическое оправдание свободных рынков имеет две формы. Одна апеллирует к внутреннему моральному превосходству автономности и свободы. Другая является формой теории последствий — веры в то, что децентрализованное планирование множеством индивидуальных лиц, принимающих свободные экономические решения, производит лучшие результаты по отношению к более организованной, эффективной и продуктивной экономике, чем это делает экономика централизованного планирования, где центральный орган решает, что производить, и распределяет товары через неценовые механизмы. Более старая версия этого аргумента есть метафора Невидимой Руки, знакомая из работы Адама Смита.
Современные теории самоорганизации говорят, что внутренняя организация системы может возрастать автоматически, без руководства или управления внешнего источника. Другие учения, такие, например, как некоторые формы анархо-индивидуализма (особенно с корнями из XIX века) и мютюэлизма верят, что конкуренция в условиях свободного рынка будет вызывать регулирование цен на товары и услуги с целью выравнивания цены труда вложенного в эти вещи. Это идет против современной господствующей точки зрения, которая поддерживается большинством современных анархистов, которая утверждает, что цены будут соответствовать предельной полезности этих вещей, безотносительно от количества труда в них вложенного.

## На практике
Пока свободный рынок является идеализированной абстракцией, но она, тем не менее, является полезной в понимании реальных рынков — созданы ли они искусственно и регулируются правительствами или неправительственными агентствами. Также она полезна в понимании феноменов чёрного рынка и теневой экономики. Многие поборники свободного рынка указывают на отрасли, такие как торговля наркотиками, чтобы доказать, что этот феномен является спонтанным и может функционировать без вмешательства правительства, хотя некоторые предпочли бы чтобы контракты обеспечивались судебной защитой. В США вынужденное вмешательство государства в экономику во время экономического кризиса в 2009 году объяснялось следующим образом:

«Если все семьи и все фирмы в Америке одновременно урежут свои расходы, то денег тратить никто не будет, упадёт число потребителей, что в свою очередь приведёт к новым увольнениям и ситуация в экономике ухудшится ещё сильнее. Вот поэтому правительству пришлось вмешаться и временно увеличить расходы, чтобы стимулировать спрос. Именно это мы сейчас и делаем»,- заявил американский президент.
— "Обама видит свет в конце туннеля", телеканал Евроньюс

## Индекс экономической свободы
Heritage Foundation попытался идентифицировать ключевые факторы, позволяющие измерить степень свободы экономики отдельно взятой страны. В 1986 году они ввели Индекс экономической свободы, который базируется на почти 50 параметрах. Этот и другие подобные показатели измеряют степень, в которой современная экономика является свободной, в большинстве случаев, свободной от государственного вмешательства. Эти переменные можно разделить на следующие основные главные группы:
- Торговая политика
- Финансовое бремя правительства
- Правительственное вмешательство в экономику
- Монетарная политика
- Потоки капиталов и иностранные инвестиции
- Банки и финансы
- Заработная плата и цены
- Права частной собственности
- Регулирование
- Неформальная рыночная активность.

Каждой группе назначается цифровое значение от 1 до 5. Индекс экономической свободы представляет собою среднее арифметическое этих величин, округленное до сотых значений. Первоначально, страны, которые традиционно считались капиталистическими, получали высокие рейтинги, но метод со временем усовершенствовался. Некоторые экономисты сторонники невмешательства аргументировали тезис, который утверждает, что имеется прямая связь между экономическим ростом и экономической свободой, но это утверждение ещё не было доказано, ни теоретически, ни практически. Постоянные дебаты среди учёных по методологическим аспектам эмпирических исследований связи между экономической свободой и экономическим ростом все ещё пытаются обнаружить, какова же между ними связь, если таковая существует.
В последние годы значительное количество работ было посвящено исследованию возможной связи между политической системой и экономическим ростом. По множеству основных постулатов этой взаимосвязи консенсус отсутствует, особенно в отношении причинно следственных связей, если таковые имеют место быть. (AYAL & KARRAS, 1998, p. 2)

## История и идеология
Некоторые теоретики (например, Людвиг фон Мизес и Фридрих фон Хайек) утверждают, что свободный рынок является естественной формой социальной организации, и что свободный рынок будет возникать в любом обществе, где ему не будет ставиться преград. Консенсус среди историков экономики наблюдается в том, что экономика свободного рынка есть специфичное историческое явление, и что оно возникло в период позднего Средневековья и в самом начале зарождения современной Европы. Другие экономические историки видят элементы свободного рынка в экономических системах Классической Античности, и в некоторых не Западных обществах. К XIX веку рынок определённо имел организованную политическую поддержку, в форме политики невмешательства (laissez-faire liberalism). Однако неясно предшествовала ли эта поддержка возникновению этого рынка или следовала за ним. Некоторые историки видят это как результат успеха ранней либеральной идеологии, объединённым со специфичными интересами предпринимателей.

### Марксизм
В марксистской теории идея свободного рынка выражается через глубокий и длительный процесс перехода от феодализма к капитализму. Точки зрения по этому вопросу — возникновение или реализация — не обязательно соответствуют прорыночным или антирыночным позициям. Либертарианцы оспаривают положение, что рынок укреплялся с помощью государственной политики, поскольку они верят в его спонтанный характер. При этом марксисты согласны с ними, так как они также верят в его эволюционный характер, хотя и преследуют другие цели.

### Либерализм
Поддержка идеи свободного рынка как организующего начала общества в высшей степени связана с либерализмом, особенно во времена XIX века. (В Европе термин «либерализм» вмещает в свой подразумеваемый смысл идеологию свободного рынка, но при использовании этого термина в США и Канаде, это понятие может быть связано с правительственным вмешательством, и приобрело уничижительное значение для апологетов свободного рынка.) Более поздние идеологические разработки, такие как минархизм, либертарианство и объективизм также поддерживают свободный рынок, и настаивают на его чистой форме. Хотя Западный мир разделяет, в основном, похожие формы экономик, использование этого термина в США и Канаде соотносится с капитализмом, в то время как в Европе «свободный рынок» является по преимуществу нейтральным термином. Современный либерализм (американского и канадского использования), и европейская социал-демократия, прилагают усилия к тому чтобы смягчить то, что они видят как проблемы неограниченного свободного рынка, и принимают его существование как таковое.

### Либертарианство
Для большинства либертарианцев, свободный рынок ещё попросту отсутствует до сих пор, ограничиваемый степенью государственного вмешательства в большинстве даже наиболее «капиталистических» стран мира. С их точки зрения, те, кто говорит, что они содействуют «свободному рынку», говорят в относительном, нежели чем в абсолютном смысле — что означает (в либертарианской терминологии) что они желают, чтобы принуждение держалось на минимальном уровне, чем это необходимо для того, чтобы максимизировать экономическую свободу (таким необходимым принуждением было бы, например, налогообложение) и рыночную эффективность, посредством понижения торговых барьеров, делая налоговую систему нейтральной в своем влиянии на важные решения, такие как увеличение капитала, то есть аннулирование двойного налогообложения на дивиденды с тем, чтобы финансирование за счёт собственных средств не являлось убыточным по сравнению с долговым финансированием. Однако, имеются, например, анархо-капиталисты, которые даже не допускают и мысли о налогообложении и государственном вмешательстве, вместо этого предпочитая видеть защитников экономической свободы в форме частных подрядных фирм.

## Критика
Критики оспаривают заявление, что на практике свободные рынки создают совершенную конкуренцию, или даже увеличивают рыночную конкуренцию в долгосрочной перспективе. Дискутируется также вопрос, должен ли быть свободным рынок или является ли он свободным; многие утверждают, что правительственное вмешательство является обязательным для того, чтобы предотвратить так называемые фиаско рынка, который предполагается как неизбежный результат абсолютно строгого соблюдения принципов свободного рынка. Эти случаи варьируются от военной службы до дорог, а некоторые включают сюда и здравоохранение. Это есть основной аргумент тех, кто настаивает на смешанных рынках, свободных в своей основе, но с правительственным надзором, с целью управления и разрешения социальных проблем.
Критики невмешательства по-разному видят «свободный рынок» в качестве непрактического идеала или как риторический прием, который ставит концепции свободы и анти-протекционизма на службу интересам богатых, позволяя им разрушать трудовое законодательство и другие средства защиты рабочего класса.
По причине того, что никакая национальная экономика из ныне существующих не провозглашает себя полностью как идеал свободного рынка, как это теоретизируется экономистами, некоторые критики этой концепции рассматривают её как чистую фантазию — вне всяких связей с реальностью в сложной системе противостоящих интересов и различных способов перераспределения богатства.
Эти критики ранжируются от тех, кто отвергает рынки совершенно, выступая за плановую или коллективную экономики, к таковым относятся защитники определённых типов социализма, до тех, кто просто желает видеть рынки до различной степени регулируемыми.

### Экстерналии
Одним из практических возражений является заявление, что рынки не принимают в расчёт экстерналии (эффекты трансакций которые воздействуют на третьи стороны), такие как негативные воздействия загрязнения окружающей среды или положительные аспекты образования, хотя это оспаривается теми, кто противостоит этим проявлениям, утверждая, что загрязнение может и регулярно имеет дело с судебными исками, благодаря принципу защиты индивидуальных свобод и прав частной собственности. Что точно входит в состав экстерналий, может также быть оспорено, и являться источником очередных дебатов, включая и размах этих изменений, с учётом политической обстановки.
Некоторые сторонники рыночных экономик (например, Джон Роулз) верят, что правительства не должны снижать рыночную свободу, на основании того, что они несогласны с рыночным проявлением, и не соглашаются относительно соответствующего уровня вмешательства, необходимого для разрешения создаваемых рынком экстерналий. Другие верят, что правительство должно вмешиваться с тем, чтобы предотвратить обвал рынка, в то же время, сохраняя основной характер рыночной экономики. В модели экономики социального рынка государство вмешивается там, где рынок не удовлетворяет политическим требованиям.

### Различные концепции свободного рынка
Некоторые сторонники свободного рынка критиковали основополагающие концепции свободного рынка, настаивая на том, что истинно свободный рынок не имеет ничего общего с капиталистической экономикой. Они утверждают, что даже ограниченное правительственное давление, путём приведения в силу специфичных законов относительно собственности, деформирует этот рынок. В истинно свободном рынке, настаивают эти критики, концепция прав собственности отличалась бы от концепции в настоящее время поддерживаемой большинством защитников свободного рынка.
Например, современный мьютюалист Кевин Карсон приводит доводы в пользу «антикапитализма свободного рынка». Карсон заявил, что «От Смита до Рикардо и Милля, классический либерализм был революционной доктриной, которая атаковала привилегии крупных землевладельцев и их коммерческие интересы. Сегодня мы видим как вульгарные либертарианцы, искажают теорию „свободного рынка“ чтобы защитить современный институт, который, при более внимательном рассмотрении, напоминает, в терминах власти и привилегий, земельные олигархии и коммерсантов Старого Режима: гигантские корпорации».
Карсон верит, что общество с настоящим свободным рынком было бы «миром, в котором… земля и собственность являются широко рассредоточенными, капитал доступен свободно для работников посредством совместных банков, эффективная технология является свободно доступной в каждой стране без патентов, и каждый народ свободен беспрепятственно развиваться локально без всякого колониального грабежа…»

### Мартин Дж. Уитмен
Не все защитники капитализма рассматривают свободные рынки в качестве утилитарной универсалии. Например, Мартин Дж. Уитмен написал, дискутируя с Кейнсом, Фридманом и Хайеком, что эти «…великие экономисты… упустили массу деталей, которые являются частью и участью ежедневной жизни каждого долгосрочного инвестора». Одновременно называя Хайека «100 % правым» в его критике командной экономики, он пишет далее: «Однако, из этого никоим образом не следует, во что многие ученики Хайека, кажется, искренно верят, что правительство, по сути своей, плохое и непродуктивное, в то время как частный сектор, по сути своей, хорош и продуктивен. В отлично действующих промышленных экономиках, наблюдается тесный союз между правительством и частным сектором, каждый из которых извлекает пользу из такого альянса. Как иллюстрацию этой точки зрения, он указывает на Японию после Второй мировой войны, Сингапур и другие азиатские тигры, Швецию и Китай. Примечательным исключением является экономическая зона Гонконга, которая процветает, основываясь исключительно на строгой концепции свободного рынка».
Он приводит доводы, в частности, в пользу ценности государственного кредита и продуманного налогового законодательства. Дополнительно к этому, Уитмен настаивает (что входит в серьёзное противоречие со взглядами Хайека), что «ситуация со свободным рынком также обречена на неудачу, если там существуют управленцы, которые не соблюдают внешний порядок, накладываемый различными силами, стоящими над и выше конкуренции». Недостаток этих упорядочивающих сил, говорит Уитмен, ведет к:

1. Непомерно высоким уровням зарплат руководящих работников…
2. Плохо финансируемому бизнесу с сильными перспективами невыполнения денежных обязательств (дефолту) в отношении кредитных обязательств…
3. Спекулятивным пузырям…
4. Тенденцию к промышленной конкуренции, эволюционирующей в монополии и олигархии…
5. Коррупции

При этом он приводит недавние примеры из американской экономики, которую он считает, в некотором отношении, недорегулированной, хотя в других отношениях сверхзарегулированной (особенно он выступает против Акта 2002 года Сарбани-Оксли).
Он верит, что кажущиеся «свободные» взаимоотношения — между корпорацией и её инвесторами и кредиторами — в действительности есть смесь «добровольных обменов» и «принуждения». Например, там наблюдается «добровольная активность, где каждое индивидуальное лицо принимает своё собственное решение относительно покупки, продажи или же воздержания от таковых действий», но там также есть то, что он определяет как «принудительная активность, где каждый обладатель индивидуального статуса принужден подчиниться решению большинства… при условии, что так проголосует необходимое большинство других обладателей статуса…». В качестве примера он приводит голосование по доверенности, большинство трансакций по слиянию и приобретению, определённые предложений о покупке за наличные, и реорганизацию или ликвидацию при банкротстве. Уитмен также утверждает, что «Корпоративная Америка не работала бы вообще, если бы многие виды активности не были бы принудительными».
«Я согласен с профессором Фридманом, что, при прочих равных, гораздо предпочтительнее обеспечивать экономическую активность через добровольный обмен, полагаясь на свободные рынки в большей степени, нежели чем на принуждение. Но корпоративная Америка не работала бы совершенно, если бы многие виды активности не были бы принудительными».